# Santiago Londoño White
Santiago Londoño White (Medellín, marzo de 1942 - Medellín 22 de septiembre de 2022) fue un ingeniero civil y empresario colombiano.

## Biografía
Fue bachiller del colegio de San Ignacio y se graduó como ingeniero civil de la Facultad de Minas de la Universidad Nacional.
Fue gerente de la Fábrica Nacional de Chocolates en Bogotá, presidió la empresa Colcafé del grupo Nutresa, fundó la empresa Viviendas y Proyectos e hizo parte de la Bolsa de Valores de Colombia; también fue socio del grupo Publicaciones Semana. Fue miembro de las juntas directivas de Inexmoda y de Coltejer.
Trabajó como mediador entre el gobierno colombiano y el Cartel de Medellín. Fue jefe regional de la campaña de Alfonso López Michelsen a las elecciones presidenciales de 1982.

## Familia
Su hermano Luis Guillermo Londoño White fue asesinado por Los Pepes (perseguidos por Pablo Escobar) en 1992, su otro hermano Diego Londoño White pagó 9 años de prisión por sus nexos con el narcotráfico y fue asesinado en 2002.